# Nicușor Constantinescu (regizor)
Nicolae Constantinescu (n.  ? – d. mai 1980), numit adesea Nicușor Constantinescu, a fost un regizor la Teatrul de Operetă din București.

## Distincții
- Ordinul Muncii clasa a II-a (7 martie 1956) „cu prilejul împlinirii a cinci ani de activitate a Teatrului de stat de operetă și pentru merite deosebite în muncă”[2]
- titlul de Artist emerit al Republicii Populare Romîne (15 mai 1957) „pentru merite deosebite în activitatea artistică, pedagogică, precum și în munca din alte domenii ale culturii”[3]
- titlul de Maestru Emerit al Artei din Republica Populară Romînă (13 ianuarie 1964) „pentru merite deosebite în activitatea desfășurată in domeniul teatrului, muzicii și artelor plastice”[4]
- Ordinul „Meritul Cultural” clasa a II-a (12 septembrie 1968) „pentru merite deosebite în activitatea muzicală”[5]